# ترازنامه
ترازنامه، بیلان یا صورت وضعیت مالی یکی از صورت‌های مالی اساسی است که وضعیت مالی یک شخصیت حسابداری (شخصیت گزارشگر) را در یک زمان مشخص نشان می‌دهد. ترازنامه باید توسط یک نهاد حسابرسی تهیه گردد.
ترازنامه معمولاً در پایان یک دوره مالی تهیه می‌گردد.
در ترازنامه سه قلم اطلاعاتی دارایی، بدهی و سرمایه مشخص می‌گردد. این ۳ بخش در ترازنامه‌ها، این ایده را به سرمایه‌گذاران می‌دهد که یک شرکت چه داشته‌ها (دارایی‌ها) و چه دیونی (بدهی‌هایی) دارد و صاحبان شرکت چه مقدار سرمایه‌گذاری کرده‌اند.
ترازنامه به زبان ساده مشخص می‌نماید که یک شرکت چه میزان دارایی دارد: زمین، ساختمان، اثاثه، وجه نقد در صندوق و… همگی میزان دارایی شرکت را نشان می‌دهند. بدهکاران به شرکت نیز جز دارایی‌های شرکت محسوب می‌گردند؛ زیرا بدهکاران نیز درنهایت با پرداخت پول به صندوق شرکت یا پرداختهای از نوع دیگر (چک و…) موجب افزایش دارایی شرکت می‌گردند.
از طرفی در ترازنامه میزان بدهی سازمان نیز مشخص می‌گردد. هر سازمان ممکن است به افراد مختلف بدهی داشته باشد (حساب بستانکاران) یا مؤسسه ممکن است با صدور چکهای مختلف اسناد پرداختنی مختلفی داشته باشد. خلاصه اطلاعات بدهی مؤسسه و در نهایت سرمایه تشکیل مؤسسه نیز در قسمت بدهیهای ترازنامه مشخص می‌گردد. علت امر این است که شرکت همواره به صاحب سرمایه بدهکار است. در حقیقت بدهی و سرمایه دیون یک مؤسسه را به افراد حقیقی یا حقوقی دیگر مشخص می‌کند.
ترازنامه بر اساس اصل زیر استوار است:
دارایی = بدهی + سرمایه
به این اصل، معادله اصلی حسابداری می‌گویند.

## بخشهای اصلی ترازنامه

#### عنوان
نام شرکت، نام اظهارنامه و تاریخ استفاده از مانده حساب را نشان می‌دهد.

#### دارایی‌ها
کالاهایی هستند که برای یک شرکت ارزش اقتصادی دارند.

#### بدهی‌ها
کالاهایی هستند که بار اقتصادی برای شرکت دارند – معمولاً یک تجارت به سایر مشاغل بدهکار است.

#### حقوق صاحبان سهام
شامل کلیه سرمایه‌گذاری‌هایی است که یک شرکت طی سالها انجام داده است و معمولاً به شکل سرمایه یا سرمایه‌گذاری سهامداران و سودهای حفظ شده است.

## تعریف دیگر از ترازنامه
ترازنامه یا بیلان یک گزارش یا صورت مالی است که در آن ارتباط داراییها و بدهیها و سرمایه به ترتیبی گزارش می‌شود که برای صاحبان مؤسسه، بستانکاران و سایر اشخاص علاقه‌مند به امور مالی مؤسسه مفید باشد. ترازنامه به معادلهٔ حسابداری (یعنی: دارایی = بدهی + سرمایه) شباهت کامل دارد.

## نمونه
مثال زیر یک نمونه ترازنامه را نشان می‌دهد:

## فرم استاندارد ترازنامه یک شرکت
| دارایی‌ها                                                                                     | مبالغ به ریال | بدهی و سرمایه (حقوق صاحبان سهام) | مبالغ به ریال |
| -------------------------------------------------------------------------------------------- | ------------- | --- | ------------- |
| دارایی جاری وجه نقد حساب دریافتنی موجودی کالا پیش پرداخت                                     | XXX XXX       | بدهی جاری حساب‌ها و اسناد پرداختنی تجاری سایر حساب‌ها و اسناد پرداختنی مالیات بر درآمد پرداختنی بخش جاری وام بلند مدت سایر بدهی‌های جاری بدهی بلندمدت وام مالیات معوقه | XXX XXX       |
| جمع دارایی‌های                                                                                | XXX           | جمع کل بدهی‌ها | XXX           |
| دارایی ثابت زمین تجهیزات ساختمان کسر می‌شود: (استهلاک انباشته) (سرقفلی) (دارایی نامشهود ثابت) | XXX (XXX)     | سرمایه سهام سرمایه سود انباشته (سود تقسیم نشده) | XXX XXX       |
| جمع دارایی‌های                                                                                | XXX           | جمع سرمایه (حقوق صاحبان سهام) | XXX           |
| جمع کل دارایی‌ها                                                                              | XXX           | جمع کل بدهی‌ها و سرمایه (حقوق صاحبان سهام) | XXX           |